# Anopheles crucians
Anopheles crucians är en tvåvingeart som beskrevs av Christian Rudolph Wilhelm Wiedemann 1828. Anopheles crucians ingår i släktet Anopheles och familjen stickmyggor. Inga underarter finns listade i Catalogue of Life.